# Зухд
Зухд (араб. زهد‎ — «аскетизм», «воздержание», «отречение») — одно из основных этических понятий ислама, предполагающее отказ от земных удовольствий. Часто переводится как аскетизм. В суфизме этот термин означает необходимый этап мистического пути. Обладающий этим качеством называется захидом.
Большинство средневековых исламских богословов прибавляли к своему имени эпитет захид. Суфии и многие исламские богословы видели в зухде способ «очищения» души и сердца от мирской «скверны». В исламе господствует концепция «умеренного» зухда, при котором «мирские соблазны не отвлекают мусульманина-аскета от „искреннего“ служения Аллаху». В современном мусульманском мире понятие зухд и захид употребляются преимущественно в значении благочестивой жизни и благочестивого человека.

## История
В первые века хиджры аскетические настроения затронули практически все направления ислама. Чаще всего они использовали термины ниск («благочестие», «подвижничество»), кана’а («умеренность и контроль над желаниями») и вара’ («крайняя осмотрительность в различении дозволенного и запрещённого религиозным законом»), но в VIII веке эти понятия заменил термин зухд.
Тема зухда прослеживается уже в ранних сборниках хадисов, агиографической литературе и суфийских «учебных» сочинениях X—XIII веков. Концепция зухда оформилась в среде видных деятелей раннего мусульманского благочестия (зуххад), среди которых Хасан аль-Басри, Суфьян ас-Саури, Ибрахим ибн Адхам и др. Западные исламоведы считают, что концепция зухда формировалась, возможно под влиянием христианского монашества, манихейства и индийской традиции, и развивалась в русле суфийской традиции. Суннитское (особенно ханбалитское) понимание зухда подразумевает подавление страстей путём воздержания от мирских благ, бедности, уменьшения сна и пищи, а также практики «повеления одобряемого и запрещения осуждаемого».
В VIII—IX веках в арабской поэзии начал распространяться жанр, представленный короткими лирико-философскими произведениями. Этот жанр получил название зухдийят.

## Крайний аскетизм
Ислам запрещает крайний аскетизм и призывает к умеренности в нём. В Коране и Сунне пророка Мухаммада «нет каких-либо призывов к крайнему аскетизму». Более того, в одном из хадисов говорится, что «в исламе нет монашества». Существовавшие в первые века хиджры отшельники (захиды) «призывали к воздержанию во всём и к пренебрежению земными радостями».
Крайние проявления зухда наблюдались в практике суфиев, приводя к совершенной индифферентности к лишениям и полнейшему квиетизму. Среди таких проявлений: отказ от всего преходящего, сосредоточение на Боге своих помыслов, очищение сердца от всего, что может отвлечь от него.

## Суфизм
«Захиды стали предшественниками суфиев, для которых зухд стал одной из ступеней, приближающих верующего к Аллаху». «Оправдывая зухд, суфии ссылались на упомянутый в Коране принцип „упования на Аллаха“ (таваккуль)».
Осознание опасности искушений (тайная гордыня, лицемерие) и введение школой маламатия и аль-Мухасиби методов внутреннего самонаблюдения привели к выработке в суфийской концепции аз-зухд фи-з-зухд («воздержание в воздержании»). Суть этой концепции состоит в том, что суфий освобождается от всего мирского (дунья) и воздерживается от своего воздержания. При этом он достигает состояния, при котором он может безбоязненно обращать внимание на мирскую жизнь и идти дальше по пути познания потустороннего мира (ахират). Это состояние аль-Газали называл «удовлетворенность Богом» (аль-истигна’ би-Ллах).
Суфийское понятие аскетизма включает забвение в своем сердце всего, кроме Бога; проведение всего своего времени в молитвах и безразличное отношение к прелестям земной жизни. Захиды считают обязательным для себя отказ от совершения больших грехов и всего того, что мешает искреннему служению Богу.